# Pangnirtung
Pangnirtung (eller Pang, även Pangniqtuuq, ᐸᖕᓂᖅᑑᖅ) är en stad i det kanadensiska territoriet Nunavut. År 2016 hade staden 1 481 invånare, på en yta av 7,54 km². Pangnirtung ligger på Baffinön vid Pangnirtung Fjord, en djup vik som mynnar i Cumberland Sound. Ungefär 9 procent av Baffinöns befolkning bor i Pangnirtung.